# Kể chuyện đa phương tiện
Kể chuyện đa phương tiện (tiếng Anh: Transmedia storytelling) là một cách mà các phương tiện truyền thông chuyên nghiệp tham gia vào quá trình hội tụ truyền thông, trong đó các câu chuyện được kể trên nhiều nền tảng.

## Định nghĩa
Kể chuyện đa phương tiện (còn được gọi là tường thuật đa phương tiện hoặc kể chuyện đa nền tảng) là kỹ thuật kể một câu chuyện hoặc trải nghiệm câu chuyện trên nhiều nền tảng và định dạng bằng các công nghệ kỹ thuật số hiện có.
Nghiên cứu về cách kể chuyện đa phương tiện, một khái niệm được giới thiệu bởi Henry Jenkins, tác giả của quyển sách Convergence Culture (tạm dịch: Văn hóa hội tụ), là một chủ đề mới nổi. Do bản chất của phương tiện truyền thông mới và các nền tảng khác nhau, các tác giả khác nhau có cách hiểu khác nhau về nó. Jenkins nói rằng thuật ngữ "transmedia" có nghĩa là "trên nhiều phương tiện truyền thông" và có thể được áp dụng cho các hình thức tương tự, nhưng với các thể hiện khác nhau. Đặc biệt, không nên nhầm lẫn khái niệm "kể chuyện đa phương tiện" với các nền tảng truyền thông đa nền tảng truyền thống, thương hiệu đa phương tiện (media franchise), hoặc "phương tiện truyền thông hỗn hợp".
Một ví dụ mà Jenkins đưa ra là của tập đoàn truyền thông DC Comics. Tổ chức này phát hành truyện tranh trước khi phát hành các bộ phim liên quan để khán giả hiểu được cốt truyện của một nhân vật. Phần lớn cách kể chuyện đa phương tiện không dựa trên các nhân vật số ít của các dòng cốt truyện, mà tập trung vào các thế giới phức tạp lớn hơn, nơi nhiều nhân vật và các dòng cốt truyện có thể được duy trì trong một thời gian dài hơn. Ngoài ra, Jenkins tập trung vào cách câu chuyện đa phương tiện mở rộng để thu hút khán giả lớn hơn. Ví dụ, DC Comics phát hành sách tô màu để thu hút các thành viên khán giả trẻ. Đôi khi, khán giả có thể cảm thấy như thể một số cốt truyện của kể chuyện đa phương tiện đã để lại những khoảng trống trong cốt truyện hoặc phát triển nhân vật, vì vậy họ bắt đầu một phần mở rộng khác của cách kể chuyện đa phương tiện, như tiểu thuyết của người hâm mộ (fan fiction). Kể chuyện đa phương tiện tồn tại dưới dạng các câu chuyện trên đa kênh truyền thông, mà Kalinov và Markova định nghĩa là: "một sản phẩm đa phương tiện truyền đạt lời kể của nó thông qua vô số các kênh truyền thông tích hợp".
Từ quan điểm sản xuất, cách kể chuyện đa phương tiện liên quan đến việc tạo nội dung   và thu hút khán giả bằng việc sử dụng các kỹ thuật khác nhau để thâm nhập vào cuộc sống hàng ngày của họ. Để đạt được sự tham gia này, một sản phẩm của phương thức đa phương tiện sẽ phát triển các câu chuyện trên nhiều hình thức truyền thông để cung cấp các mẩu nội dung độc đáo trong mỗi kênh. Điều quan trọng là, các phần nội dung này không chỉ được liên kết với nhau (công khai hoặc tinh tế), mà còn được đồng bộ hóa với nhau.

## Lịch sử hình thành và phát triển
Kể chuyện đa phương tiện có thể liên quan đến các khái niệm về kí hiệu học và tự sự. Ký hiệu học (semiotics) là "khoa học về các dấu hiệu" và một môn học liên quan đến quá trình sản xuất và diễn giải ý nghĩa. Tự thuật (narratology) xem xét cách mà các yếu tố cấu trúc và chức năng tường thuật liên quan đến chủ đề và biểu tượng của nó. Scolari tiếp tục chỉ ra cách ký hiệu học và thuật tự sự là những cách để phân tích câu chuyện đa phương tiện. Cùng một văn bản, thông thường có thể tạo ra các nhóm người tiêu dùng ngầm khác nhau. Kể chuyện đa phương tiện là một cấu trúc kể chuyện vượt qua cả ngôn ngữ (ký hiệu học) và phương tiện truyền thông (narratology). Một số chiến lược hiệu quả trong cách kể chuyện đa phương tiện bao gồm tạo ra một viễn cảnh mới mẻ về tài liệu gốc và bối cảnh ban đầu của nó qua một hình thức truyền thông mới. Kể chuyện đa phương tiện là một câu chuyện được hiểu như thế nào trên các phương tiện truyền thông. Chiến lược hiệu quả của phương thức này không bao gồm sự tiếp cận thụ động, thay vào đó, người dùng tham gia vào một văn hóa phổ biến, biến câu chuyện trở thành của riêng mình và cung cấp bối cảnh mới.
Khi đề cập đến sự thích nghi hoàn toàn trong cách kể chuyện trên đa kênh được chuyển dịch từ phương tiện này sang phương tiện khác, chẳng hạn như một cuốn sách trở thành một bộ phim, một bộ truyện tranh trở thành một trò chơi video, cũng có một lịch sử mô tả câu chuyện đa phương tiện "thuần túy" như cuốn sách là một tiền truyện chính xác cho bộ phim, kết thúc vào thời điểm chính xác trước khi bộ phim bắt đầu. Ví dụ sớm nhất về điều này sẽ là Kinh thánh. Trong thời kỳ đầu của nhiều người không biết chữ, các câu chuyện chỉ được truyền miệng bằng lời nói, thông qua "nhà hát trực tiếp" nơi họ được xem qua diễn xuất, hoặc minh họa.
Nguồn gốc của cách tiếp cận để truyền bá nội dung trên các mặt hàng và phương tiện truyền thông khác nhau được bắt nguồn từ chiến lược tiếp thị truyền thông hỗn hợp của Nhật Bản từ đầu những năm 1960.
Với sự ra đời của việc sử dụng Internet chính thống vào những năm 1990, nhiều nhà sáng tạo bắt đầu khám phá những cách kể chuyện và giải trí cho khán giả bằng cách sử dụng các nền tảng mới. Nhiều ví dụ ban đầu có dạng trò chơi thực tế thay thế (ARG), diễn ra trong thời gian thực với đông đảo khán giả. Thuật ngữ ARG đã được đặt ra vào năm 2001 để mô tả The Beast, một chiến dịch tiếp thị cho bộ phim A.I.: Artificial Intelligence. Một số tác phẩm sớm ra mắt bao gồm, nhưng không giới hạn:
- Ong's Hat bắt đầu xuất hiện vào khoảng 1993, và cũng bao gồm hầu hết các nguyên tắc thiết kế câu chuyện đa phương tiện đã kể ở trên. Ong's Hat cũng kết hợp các yếu tố huyền thoại lẫn vào câu chuyện của nó, giống như đã được ghi chép trong một tác phẩm học thuật có tựa đề "Legend-Tripping Online: Supernatural Folklore and the Search for Ong's Hat". ISBN 978-1628460612 [10]
- Dreadnot,[11] một tác phẩm sớm nhất của dự án theo phong cách ARG (Alternate Reality Game), xuất bản tại sfgate.com vào năm 1996. Dự án này bao gồm số điện thoại thư thoại làm việc cho các nhân vật, các manh mối trong mã nguồn, địa chỉ email của nhân vật, quảng bá trang web trên website khác, và các địa điểm thực tại San Francisco.
- Star Wars
- Star Trek
- The Matrix - phim truyện, 1999
- The Blair Witch Project – phim truyện, 1999
- On Line – feature film, 2001
- The Beast – game, 2001
- Majestic – video game, 2001
- Avatar - phim truyện, 2009
- Lost TV Series - 2004-2010
- Disney
- Truyện tranh Marvel
- Truyện tranh DC

Những trường hợp điển hình này đã nhờ có sự ảnh hưởng mà việc kể chuyện đa nền tảng đã tạo ra. Star Wars là một trong những ví dụ lớn nhất vì thế giới của nó được xây dựng trên vô số nền tảng. Blair Witch Project đã tạo nên sức ảnh hưởng lớn với cách kể chuyện phương tiện bởi vì chiến dịch tiếp thị trực tuyến của họ đã đánh dấu lần đầu tiên sử dụng cách kể chuyện trên web.

## Công cụ giáo dục
Kể chuyện đa phương tiện bắt chước cuộc sống hàng ngày, biến nó trở thành một công cụ sư phạm mang tính xây dựng mạnh mẽ nhằm phục vụ các mục đích giáo dục. Mức độ liên quan được cung cấp bởi cách kể chuyện đa phương tiện là điều cần thiết cho Thế hệ "Tôi" (The Me) hay Millennials vì không có một phương tiện truyền thông đơn lẻ nào có thể thỏa mãn sự tò mò của chúng. Các trường học đã chậm chạp trong việc áp dụng sự xuất hiện của nền văn hóa mới này, làm chuyển dịch tiêu điểm của việc tăng học thức từ một trong những phương thức biểu đạt cá nhân sang một phương thức trong cộng đồng. Cho dù chúng ta có nhận thấy hay không, Jenkins lưu ý rằng chúng ta sống trong một thế giới được kết nối toàn cầu, trong đó chúng ta sử dụng nhiều nền tảng để kết nối và giao tiếp. Sử dụng cách kể chuyện đa phương tiện như một công cụ sư phạm, trong đó sinh viên tương tác với nhiều nền tảng, chẳng hạn như Twitter, Facebook, Instagram hoặc Tumblr cho phép các quan điểm, kinh nghiệm và tài nguyên của sinh viên thiết lập một trí tuệ tập thể chung (collective intelligence) mà lôi cuốn và dễ thu hút sự chú ý của người học thế hệ Millennial, đảm bảo người học tham gia vào để trải nghiệm. Kể chuyện đa phương tiện cung cấp cho nhà giáo dục khả năng dẫn dắt sinh viên suy nghĩ chín chắn, xác định tài liệu và thu thập kiến thức, đưa ra khuôn khổ có giá trị cho phương pháp sư phạm giáo dục kiến tạo hỗ trợ việc học tập của sinh viên. Kể chuyện đa phương tiện cho phép diễn giải câu chuyện theo quan điểm cá nhân, mở đường cho việc cá nhân hóa tạo nghĩa.
Trong tờ 'The Mousetrap Better: Brand Inocate in Media Media' (2012), Pont giải thích: "Cách suy nghĩ theo hướng kể chuyện đa phương tiện sẽ neo mình vào thế giới của câu chuyện, một trong những tham vọng chủ yếu là cách bạn có thể 'đưa câu chuyện vào cuộc sống' ở những địa điểm khác nhau, phương thức sống khác nhau. Tiếp thị phim ảnh là việc áp dụng rõ ràng nhất của khái niệm này. Kể chuyện đa phương tiện khẳng định rằng có "cơ hội tổng thể lớn hơn" để đưa một toàn cảnh lên các nền tảng mới thêm vào. Áp dụng lý thuyết về kể chuyện đa phương tiện trong trường hợp ra mắt một bộ phim là tất cả công việc liên quan đến quảng bá câu chuyện bên trong, không chỉ là dòng chữ "Ra mắt bộ phim vào ngày, với sự tham gia của ..." Trong một ngành công nghiệp được xây dựng dựa trên các quy ước của "dùng ngôi sao để bán phim", trong đó tên của họ nằm trên tiêu đề của bộ phim, suy nghĩ của kể chuyện đa phương tiện là đi ngược truyền thống và táo bạo. "
Kể chuyện đa phương tiện cũng được sử dụng bởi các công ty như Microsoft và Kimberly-Clark để đào tạo nhân viên và quản lý. Gronstedt và Ramos lập luận: "Cốt lõi của mọi thử thách trong việc đào tạo là có một câu chuyện hay đang chờ được kể. Ngày càng nhiều những câu chuyện được kể trên vô số thiết bị và phương tiện, nơi chúng có thể tiếp cận rộng rãi hơn với người học và để người học tham gia nhiều hơn, sâu hơn. " 
Tuy nhiên, cách kể chuyện đa phương tiện không được sử dụng nhiều ở các cấp học thấp hơn. Trẻ em sẽ phát triển tốt hơn bằng cách sử dụng các thế giới của cách kể chuyện đa phương tiện trong quá trình học tập, nhưng nhiều thế giới có vấn đề bản quyền liên quan. Kể chuyện đa phương tiện vẫn chưa giải quyết được việc học và giáo dục trẻ em, nhưng đã có một vài thế giới đa kênh đã bắt đầu xuất hiện với mục đích giáo dục, chủ yếu là từ Disney.
Kể chuyện đa phương tiện thể hiện rõ ràng trong truyện tranh, phim ảnh, phương tiện truyền thông in ấn, đài phát thanh, và bây giờ là phương tiện truyền thông xã hội. Câu chuyện được kể theo cách khác nhau tùy thuộc vào loại phương tiện. Với phương tiện truyền thông xã hội, câu chuyện lại được kể theo cách khác nhau tùy thuộc vào nền tảng truyền thông xã hội mà ai đó sử dụng (Twitter, Facebook, Instagram, v.v.) Quy mô ảnh hưởng của mỗi phương tiện khác nhau từ kênh này kênh khác. Trước khi có truyền thông xã hội, đài phát thanh và báo in là phương tiện chính để kết nối với khán giả. Cùng với những tiến bộ công nghệ, phương tiện truyền thông xã hội đã trở thành phương tiện để tiếp cận một nhóm lớn người trong một khoảng thời gian nhanh chóng. Ở dạng lý tưởng của kể chuyện đa phương tiện, mỗi phương tiện làm những gì nó làm tốt nhất - để câu chuyện có thể được giới thiệu trong phim, được mở rộng qua truyền hình, tiểu thuyết và truyện tranh, và thế giới của nó có thể được khám phá và trải nghiệm thông qua chơi trò chơi. Đầu vào của mỗi mục nhượng quyền (mỗi kênh kể chuyện) phải đủ sức tự chứa để cho phép tiêu dùng tự động, ví dụ như người dùng không cần xem phim để hiểu được game và ngược lại.
Với mục đích nghiên cứu cách kể chuyện đa phương tiện và cách làm để thông tin có thể lan truyền trên nhiều nền tảng truyền thông, chúng ta có thể xem xét bốn chiến lược để mở rộng thế giới tường thuật của các văn bản truyền thông. Đầu tiên là việc tạo ra các câu chuyện con (microstory) xen kẽ. Ví dụ như là các trò chơi video, clip trực tuyến hoặc truyện tranh. Tiếp theo, là tạo ra những câu chuyện song song. Ý tưởng ở đây là để tạo ra một câu chuyện khác mở ra cùng lúc với câu chuyện mẹ (macrostory). Thứ ba,  tạo ra các câu chuyện ngoại vi được coi là spin-off từ các câu chuyện gốc. Chiến lược cuối cùng là các nền tảng nội dung do người dùng tạo như blog hoặc wiki. Các nền tảng này là các nguồn mở như một cái máy tạo câu chuyện cho phép người dùng tự thêm tình tiết vào thế giới tiểu thuyết. Điều này còn được gọi là tiểu thuyết của người hâm mộ (fan fiction).
Mỗi phương tiện tiếp cận một đối tượng khác nhau. Các phương tiện truyền thống như đài phát thanh, phương tiện truyền thông in ấn và phim ảnh thu hút khán giả lớn tuổi nhờ sự quen thuộc của thế hệ đó với các phương tiện đó. Ví dụ như Shrek - đây là một bộ phim dành cho trẻ em, nhưng một số đoạn hội thoại có chứa những câu chuyện cười dành cho người lớn. Do đó, cùng một nội dung lại đang tiếp cận ít nhất hai nhóm người tiêu dùng - trẻ em và người lớn (hoặc cha mẹ). Thế hệ Millennials sử dụng kết hợp đa phương tiện vì chúng có nhận thức về phương thức truyền thông truyền thống và tiếp cận được những tiến bộ của phương tiện truyền thông xã hội hiện đại. Khán giả Gen Z bị thu hút vào phương tiện truyền thông xã hội tương tự như lý do khán giả Gen X bị thu hút vào phương tiện truyền thống, vì sự quen thuộc.